# Pseudomesauletes kryzhanovskyi
Pseudomesauletes kryzhanovskyi is een keversoort uit de familie Rhynchitidae. De wetenschappelijke naam van de soort is voor het eerst geldig gepubliceerd in 2009 door Legalov.